# 藤岡市市民体育館
藤岡市市民体育館（ふじおかししみんたいいくかん）は、群馬県藤岡市にあるスポーツ施設。

## 概要
本体育館は、藤岡市内の庚申山総合公園内に建設され、1988年に竣工・開館した。指定管理者は西上州ファシリティーズ。

## 設備

### アリーナ部分
- 競技場面積：1,700m2[1]
  - バスケットボール　2面
  - バレーボール　3面
  - バドミントン　8面
  - テニス　2面
  - 卓球　26面
  - 観客席　500席

### その他
- 武道場1（畳敷、310m2）
- 武道場2（板敷、475m2）
- トレーニングルーム：220m2
- 小体育室：264m2

## 交通アクセス
- 東日本旅客鉄道八高線群馬藤岡駅下車、タクシー約10分[2]

## イベント
Bリーグに所属する群馬クレインサンダーズのアリーナの一つとして使用されている。

## 関連項目

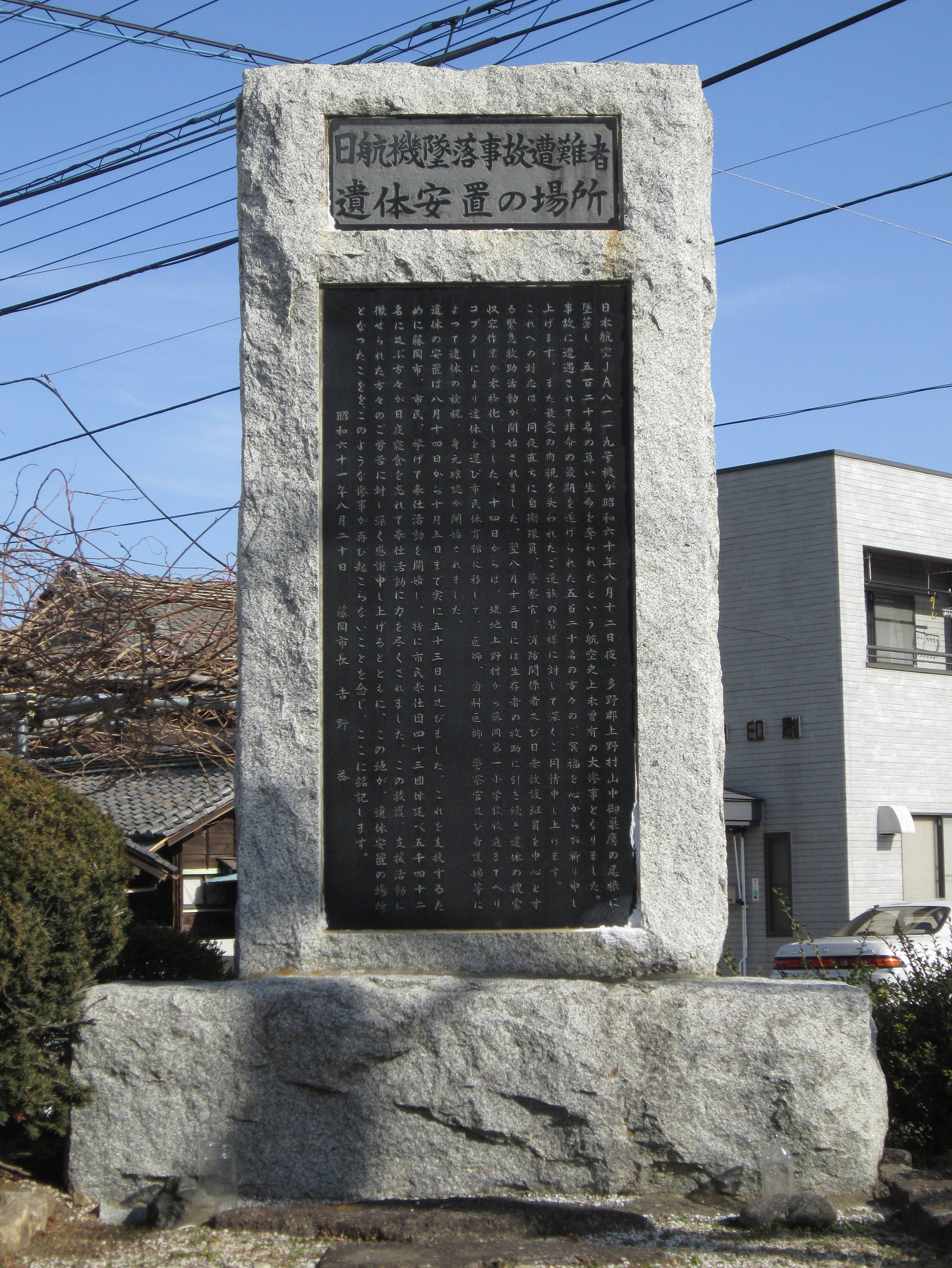
群馬県藤岡市藤岡公民館に建つ「日航機墜落事故遭難者遺体安置の場所」の碑